# Pani poni dash!
Pani Poni (ぱにぽに) est un manga de Hekiru Hikawa qui est prépublié dans le magazine spécialisé dans les shōnen G Fantasy de Square Enix depuis l'édition de novembre 2000. Une adaptation en anime intitulée Pani Poni Dash! (ぱにぽにだっしゅ!, Pani Poni Dasshu!) a été produite par le studio d'animation Shaft et fut diffusée entre le 3 juillet 2005 et le 25 décembre 2005 sur la chaîne de télévision TV Tokyo.

## Synopsis
Rebecca Miyamoto, une jeune fille de onze ans surdouée qui a reçu son diplôme au MIT, devient le professeur principal de la classe 1-C dans le Lycée Momotsuki (桃月学園, Momotsuki Gakuen), où elle enseigne les mathématiques. Elle devient rapidement le chouchou favori des élèves de sa classe, mais devient aussi populaire auprès des élèves de toutes les classes de première année. Les problèmes ne manquent pas à l'appel pour le professeur Miyamoto, ses élèves la considérant plus comme une amie que comme un professeur. De plus, elle ignore le fait qu'elle soit constamment observée par un groupe d'Aliens en orbite autour de la Terre, qui se mêlent parfois dans les histoires rocambolesques de sa classe ou des autres élèves de première année du Lycée Momotsuki.

## Personnages principaux
Rebecca Miyamoto (レベッカ 宮本, Rebekka Miyamoto)Doublée par Chiwa Saitō
Rebecca, aussi appelée "Becky" par les élèves de sa classe, enseigne les mathématiques et est le professeur principal de la classe 1-C. Dans l'anime, elle est née d'un père américain et d'une mère japonaise, tout en conservant le nom de sa mère. À contrario, dans le manga elle affirme être née d'une mère américaine et d'un père japonais.
Rebecca entre au MIT à l'âge de neuf ans et est diplômée à l'âge de dix ans avec les honneurs. Elle rejoint ensuite le lycée Momotsuki à l'âge de onze ans en tant que professeur. D'habitude elle a tendance à être apathique et sans enthousiasme, mais elle endosse une attitude plus froide pour garder sa réputation de génie. Cependant, lorsqu'elle est confrontée à une situation effrayante ou peu confortable, elle redevient immédiatement une petite enfant, pleurnichant sans pouvoir se contrôler et se retranchant souvent derrière un rideau pour se cacher. Elle est très populaire auprès des élèves, à qui elle joue le rôle de confidente.
Après avoir reçu l'autorisation de créer son laboratoire de recherche personnel dans l'école, elle découvre avec surprise que les étudiants se mirent soudainement à venir la voir pour lui demander conseil à propos de leurs problèmes personnels. Même après avoir découvert la raison de ce changement soudain de situation (une pancarte qui informait que Becky fournissait des conseils) et après avoir retiré la pancarte, les élèves continuaient à revenir plusieurs fois de suite pour demander de l'aide. Son laboratoire est aussi utilisé comme "base" de la classe 1-C en plus de leur propre salle de classe.
Dans chaque épisode de l'anime et du manga, elle porte différentes tenues qui aurait été considérée trop "mignonne" pour un professeur normal, mais qui convient généralement à une fille de son âge. Elle est montrée dans des tenues particulièrement enfantine, portant parfois des pyjamas conçus pour que celle qui le porte ressemble à un chat.
Rebecca peut aussi se montrer très protectrice. Par exemple, elle se confronte à un malfrat pendant l'épisode du voyage scolaire, ou à l'alien en forme de champignon qui avait possédé Himeko. Elle semble tout à fait capable de mettre sa propre sécurité en danger pour le bien de ses élèves.
À un certain point de l'histoire du manga, elle est renvoyée du lycée Momotsuki, et elle rejoint à la place la classe 5-2 de l'école primaire Momotsuki, où elle devient une amie proche avec Nozomi Ichijo, la petite sœur d'Ichijo (de la classe 1-C) et de Miyabi Inugami, la petite sœur de Tsurugi Inugami (de la classe 1-D).
Himeko Katagiri (片桐 姫子, Katagiri Himeko)Doublée par Fumiko Orikasa
Himeko est une fille inutilement énergique qui dit tout le temps "maho" (マホ), une expression qui n'a pas de signification particulière. Elle agace souvent les autres élèves de sa classe avec ses singeries et son incapacité à tenir une discussion normale. Dans l'anime, son ahoge possède un pouvoir mystérieux qui fournit à Himeko une énergie sans limite et qui est capable de bouger de son propre chef. Après l'incident du champignon dans l'anime, son ahoge se rétrécit, et afin d'apparaître comme si de rien n'était, elle porte une perruque pour le cacher. Cependant, quand cette perruque est retirée, elle perd son énergie, énergie qui lui revient une fois que la perruque est remise sur sa tête.
En plus de son « onomatopée » « maho », Himeko aime aussi rajouter le terme « Omega » lorsqu'elle qualifie une chose. Par exemple, « Omega kawaii! » (オメガかわいい, litt. « Oméga mignon ! »). Himeko peut aussi manger autant qu'il lui plaît sans jamais grossir. Elle aime particulièrement manger du crabe. Himeko est la plus grande fan de Becky, à son grand dam.
Rei Tachibana (橘 玲, Tachibana Rei)Doublée par Satsuki Yukino
Rei est une fille avec un cœur et une apparence aussi froide que la glace. De toutes les filles de la classe 1-C, Rei est la plus mature. Menacer de violence corporelle est la manière de Rei d'imposer la discipline dans la classe, avec Himeko comme cible habituelle. Elle n'hésite pas à remettre Becky à sa place lorsque cette dernière devient incontrôlable, elle est aussi capable de faire sortir Becky de sa cachette (les rideaux) en l'attirant avec des bonbons. Rei a la seconde moyenne la plus haute de toute l'école et elle travaille quatre jours par semaine dans un restaurant chinois. Malgré sa froideur apparente, Rei est souvent celle qui donne à Becky d'importantes leçons de morale. Elle est comme une grande sœur pour Becky. Elle a aussi montré un côté avide pendant le festival de l'école, où elle s'est particulièrement impliquée pour faire en sorte que la classe soit la plus populaire, dans le but de récupérer les profits pour elle plus tard. Elle n'a cependant pas pu mener son plan à terme, car tous les profits ont été redistribués à une œuvre de charité.
Ichijō (一条, Ichijō)Doublée par Ai Nonaka
Ichijō est la mystérieuse déléguée de la classe dont le prénom est inconnu et qui est souvent vue en train de boire du thé vert. Elle est toujours calme et utilise généralement des titres honorifiques quand elle s'adresse aux autres, mais elle est aussi très imprévisible et a parfois un comportement assez douteux. Ses activités, du moins au début de l'anime, sont habituellement limités à la salutation des professeurs et à indiquer qu'elle est « "la déléguée de la classe, Ichijō" ». Dans les épisodes plus avancés de la série animée, elle accomplit souvent l'impossible sans jamais lâcher un mot ou deux à ce sujet, réussissant par exemple une invocation de la pluie par deux fois. Elle a deux petites sœurs dans le manga. La plus jeune des deux apparaît régulièrement dans l'anime de manière mystérieuse. Dans l'anime, à part Ichijō et sa sœur, personne d'autre n'est au courant à propos de la surveillance de Becky par les aliens.
Miyako Uehara (上原 都, Uehara Miyako)Doublée par Yui Horie
Miyako est connue pour être un rat de bibliothèque, un surnom qu'elle a obtenu à cause de son obsession pour les études. Elle déteste ce surnom, car malgré ses efforts, ses notes restent assez moyennes. Miyako est celle qui est la plus réaliste dans la classe. Elle s'énervera rapidement si elle n'arrive pas à étudier à cause des singeries dans lesquelles elle est souvent impliquées, contre son gré la plupart du temps.
Elle a aussi un front très large et brillant, qui empire dans chaque épisode. Cela commence par un simple reflet dans le premier épisode; puis cela devient un flash éblouissant dans le deuxième épisode; dans le troisième épisode, les autres peuvent se coiffer en utilisant son front comme un miroir. Dans un épisode plus avancé, son front devient si brillant que les autres doivent porter un masque pour pouvoir la regarder de face. Elle semble aussi posséder des capacités de PES. Dans certains des événements les plus acharnés de la série, elle essaie toujours de garder la tête froide, mais elle n'est cependant pas toujours en mesure de le faire par sa simple bonne volonté.
Dans l'histoire du manga, elle étudie souvent à l'étranger sous la tutelle "du Professeur", qui apparaît aussi dans l'anime. Lorsqu'elle revient, et à cause de la grande quantité d'heures de cours qu'elle a manqué, elle gagne le nouveau surnom de Banchō (番長, litt. Le chef). Elle ne porte pas toujours des lunettes, il lui arrive aussi de mettre des verres de contact. Elle explique cependant qu'après des heures d'étude, il est moins fatigant pour ses yeux de porter des lunettes plutôt que des verres de contact.
Kurumi Momose (桃瀬 くるみ, Momose Kurumi)Doublée par Kana Ueda
Kurumi est une fille qui est au-dessus de la moyenne tant au niveau de son apparence, de ses facultés sportives, ou de ses notes, mais qui est néanmoins tout le temps traitée de personne ordinaire ou ennuyeuse. Il suffit que quelqu'un insinue qu'elle soit une personne ordinaire/ennuyeuse pour qu'elle s'isole dans un coin pour bouder. Elle se rend souvent pour cela dans la cage à lapin avec Mesousa. Il est dit que son existence même pourrait s'éteindre complètement si on l'appelait "ordinaire"/"ennuyeuse" ou qu'on l'ignorait trop souvent.
Kurumi est la sœur jumelle de Shu Momose de la classe 1-A, qui est connu pour ses talents culinaires, ce dont elle ne possède pas elle-même. Kurumi fait référence à son frère en l'appelant Aniki (兄貴), qui est une manière plutôt masculine de s'adresser à un grand frère. Elle semble pourtant être fascinée par le fait que certaines filles au Japon utilise désormais le pronom boku (僕), qui veut dire "Je", mais qui est d'habitude seulement utilisé par des garçons.
Dans l'anime, après avoir été témoin de plusieurs évènements complètement irréalistes dans la première partie de l'anime, elle commence à voir le monde sous un nouvel angle et accepte petit à petit que les combats de robots géants et que les petits animaux parlant fassent partie de la vie de tous les jours. Malgré sa nouvelle vision de sa vie, les autres semblent continuer d'ignorer ses revendications.
Lorsqu'elle n'est pas à l'école, Kurumi travaille dans un maid café appelé Étoile, mais étant donné qu'elle n'est pas considérée comme étant moe, les affaires ne marchent pas aussi bien que son patron voudrait qu'elles soient, comme on peut le voir dans le spin-off du même auteur, Maro-Mayu (まろまゆ).
"Rokugō" (6号) / Sayaka Suzuki (鈴木 さやか, Suzuki Sayaka)Doublée par Kayo Sakata
Sayaka est considérée comme la "fille sage" de la classe, qui se fait souvent utiliser par les autres à cause de sa personnalité généreuse et dévouée. Même si ses camarades l'envoie souvent faire leurs courses et lui fait faire leurs corvées, elle ne s'en plaint pas. Elle apprécie beaucoup Mme Igarashi, le professeur principal de la classe 1-A, et au début les filles de la classe 1-C ont pensé que Sayaka était amoureuse, bien qu'il ne s'agissait que de sentiments d'admiration en vérité.
Son signe astrologique est le poisson et son groupe sanguin est de type A.
Les gens l'appelle souvent "Rokugō" (6号, litt. "Numéro 6"), une bizarrerie sur laquelle les aliens se sont posé des questions. Dans l'anime, ils théorisent que ce surnom lui a été donné par son père alcoolique parce qu'elle était le sixième enfant né dans sa famille. Cependant, cette théorie est erronée, la véritable raison est seulement donnée dans le manga : Mme Igarashi lui donna le surnom de "Numéro six" parce qu'elle était la sixième fille à s'appeler "Suzuki" dans l'école.
Parfois, Becky s'adresse aussi à Sayaka en l'appelant "Gros ruban" ou "Extra-large" à cause de sa coupe de cheveux (une natte géante attachée avec deux gros rubans blancs). La manie de Sayaka dans l'anime est de dire que quelque chose est "le XX de l'année". Par exemple, « "Mme Miyamoto, vous êtes le professeur de l'année" ». Elle n'a pas cette manie dans le manga.
Mesousa (メソウサ)Doublée par Vanilla Yamazaki
Mesousa est une parodie du stéréotype de la petite mascotte mignonne souvent vue dans les anime, avec une grosse différence : Mesousa souffre d'une dépression aggravée. Le fait qu'il n'ait pas de doigts rend les tâches quotidiennes quasiment impossibles à accomplir, ce qui n'améliore pas son état. Pratiquement inutile dans tous les sens du terme, Mesousa sert de bouc émissaire dans les épisodes de la série. Il se fait exploser dans un épisode, à les jambes cassées dans un autre, et tout ça sans se plaindre. Mesousa n'est pas l'animal de compagnie de Becky, c'est plutôt un assistant qui essaye de l'aider à faire ses cours en classe, en allant chercher et en tenant le repose-pied pour elle lorsqu'elle écrit au tableau par exemple. Son nom est une combinaison de "meso meso", une onomatopée japonaise utilisée pour illustrer un pleurnicheur, et "usagi" (兎), qui est le mot japonais pour "Lapin".

## Média

### Manga
Le manga Pani Poni est dessiné par Hekiru Hikawa et est prépublié dans le magazine manga Monthly GFantasy, édité par Square Enix, depuis l'édition de novembre 2000. Le premier volume relié est sorti en août 2001 et il y a à ce jour 15 volumes reliés publiés au Japon.
Il y a quatre spin-offs du manga original, la plupart reprenant le style Yonkoma.
Le spin-off TG Angel Gyaiko-chan (TG天使ジャイ子ちゃん, TG Tenshi Jaiko-chan) mettait en avant Hikaru Nikaido (élève de la classe 1-A) et était prépublié dans le magazine Tech Gian de l'éditeur Enterbrain à partir de l'édition de juillet 2001. Une compilation intitulée TG Angel Gyaiko-chan DX (TG天使ジャイ子ちゃんDX, TG Tenshi Jaiko-chan DX) regroupant toutes les pages de TG Angel Gyaiko-chan parues jusqu'en 2008 est sorti le 25 juillet 2008.
Le spin-off Maro-Mayu (まろまゆ) était publié dans le magazine Dengeki Moeoh de l'éditeur ASCII Media Works entre mars 2002 et juin 2008. Dans cette version, Kurumi Momose (classe 1-C) est l'héroïne et l'histoire se passe dans le café où elle travaille à mi-temps. Rei Tachibana (classe 1-C) apparaît aussi dans quelques épisodes en tant que "Rei du restaurant chinois" (中華屋のレイちゃん, Chūkaya no Rei-chan).
Le spin-off Momo-Gumi!! (桃組っ!!) était publié dans le magazine Ace Momogumi de l'éditeur Kadokawa Shoten de juin 2003 jusqu'à décembre 2004, où l'éditeur a arrêté la publication du magazine. L'histoire décrit le groupe d'idoles japonaises dont fait partie Yuna Kashiwagi (classe 1-A).
Enfin, le spin-off The Alternative Cure Magical Girl Behoimi-chan (新感覚癒し系魔法少女ベホイミちゃん, Shin Kankaku Iyashikei Mahō Shōjo Behoimi-chan) est publié en parallèle avec Pani Poni dans le magazine Monthly GFantasy depuis août 2006. L'histoire montre Behoimi (classe 1-D) devenir une véritable magical girl et se battre contre des envahisseurs venus de l'espace.

### Anime
L'adaptation en anime de Pani Poni, intitulée Pani Poni Dash!, a été diffusée pour la première fois au Japon entre le 3 juillet 2005 et le 25 décembre 2005 et contenait 26 épisodes au total. La production est assurée par le studio d'animation Shaft et dirigée par Akiyuki Shinbo.
Un OAV est sorti le 15 avril 2009 avec le coffret de DVD de la série. Le coffret DVD contient 8 disques contenant les 26 épisodes de la série et l'OAV, les 32 Endcards de la série (Des artworks faites par des artistes divers; entre autres, chaque épisode de la série affiche une endcard dans leurs dernières secondes de diffusion) et un livret de 64 pages étaient offerts avec le coffret.

#### Génériques
Les génériques sont interprétés par les seiyū doublant les élèves du lycée Momotsuki. Certains génériques sont disponibles en plusieurs versions avec des interprètes principaux différents. La répartition des génériques de début est différente dans les versions TV et DVD.
| Génériques de début                                                                        | Génériques de début                         | Génériques de début  | Génériques de début  |
| Nom du générique                                                                           | Interprète principal                        | Épisodes TV          | Épisodes DVD         |
| ------------------------------------------------------------------------------------------ | ------------------------------------------- | -------------------- | -------------------- |
| "Vacances jaunes" (黄色いバカンス, Kiiroi bakansu)                                         | Fumiko Orikasa (Himeko)                     | 2-9, 14              | 1-8, 25, OAV         |
| "Vacances jaunes" (黄色いバカンス, Kiiroi bakansu)                                         | Satsuki Yukino (Rei)                        | 11, 13, 16           |                      |
| "Vacances jaunes" (黄色いバカンス, Kiiroi bakansu)                                         | Kana Ueda (Kurumi)                          | 17                   | 15                   |
| "Vacances jaunes" (黄色いバカンス, Kiiroi bakansu)                                         | Kayo Sakata (Rokugō)                        | 19, 22               |                      |
| "Roulette☆Roulette" (ルーレット☆ルーレット, Rūretto☆Rūretto)                               | Ai Nonaka (Ichijō)                          | 10, 12, 15, 18       | 9-14, 16             |
| "Shōjo Q" (少女Q, Shōjo kyū)                                                               | Yui Horie (Miyako)                          | 20, 21, 23           | 17-23                |
| "Shōjo Q" (少女Q, Shōjo kyū)                                                               | Kayo Sakata (Rokugō)                        | 24                   | 24                   |
| Génériques de fin                                                                          |                                             |                      |                      |
| Nom du générique                                                                           | Interprète(s)                               | Épisodes (TV et DVD) | Épisodes (TV et DVD) |
| "Girlppi" (ガールッピ, Gāruppi)                                                            | Les seiyū des élèves des classes 1-A et 1-B | 1-7, 9-12            | 1-7, 9-12            |
| "La magical girl soigneuse Behoimi" (癒し系魔法少女ベホイミ, Iyashikei mahō shōjo Behoimi) | Mai Kadowaki (Behoimi)                      | 8                    | 8                    |
| "Rève lointain" (遙かな夢, Haruka na yume)                                                 | Chiwa Saitō (Rebecca)                       | 13, 25               | 13, 25               |
| "Moonlight Love" (ムーンライト・ラブ, Mūnraito rabu)                                       | Les seiyū des élèves de la classe 1-D       | 14-23, OAV           | 14-23, OAV           |
| "Neige, lune et fleur" (雪月花, Setsugekka)                                                | Chiwa Saitō (Rebecca)                       | 24                   | 24                   |
| "Vacances jaunes" (黄色いバカンス, Kiiroi bakansu)                                         | Fumiko Orikasa (Himeko)                     | 26                   | 26                   |

### Drama CD
Dix drama CD ont été produits pour la série, dont le premier est sorti le 27 février 2004 au Japon. Les sept premiers drama CD ont été produits avant l'anime et se basaient donc sur le manga. Les trois derniers drama CD se sont basés sur l'adaptation animée.